# شهرستان سردآبه
ناحیهٔ سردآبه (به ازبکی: Sardoba District) یک ناحیه در ازبکستان است که در ولایت سیردریا واقع شده‌است. ناحیه سردآبه ۵۲۰ کیلومتر مربع مساحت و ۵۱٬۹۰۰ نفر جمعیت دارد.